# Publieditorial
Um publieditorial é um anúncio disfarçado de conteúdo editorial e apresentado de forma a que pareça vir de uma fonte independente. O termo "publieditorial" é uma aglutinação das palavras "publicidade" e "editorial".
Em inglês, o termo correspondente, "advertorial", é registrado pela primeira vez pelo dicionário Merriam-Webster em 1946.
Nas publicações impressas, o anúncio geralmente é escrito para se assemelhar a um artigo objetivo e projetado para parecer ostensivamente uma notícia legítima e independente. Na televisão, o anúncio é semelhante a uma breve apresentação infomercial de produtos ou serviços. Estes podem ser na forma de um comercial de televisão ou como um segmento em um talk show ou programa de variedades. No rádio, estes podem assumir a forma de um comercial de rádio ou uma discussão entre o locutor e o representante. Os publieditoriais publicados em sites na internet se confundem com o uso de "publicidade nativa"; no entanto, se os dois termos são ou não sinônimos é objeto de discussão.

## Tipos
Os publieditoriais podem ser classificados em três tipos:
- Campanhas de imagem: a organização que executa o anúncio deseja produzir uma visão favorável da organização ou de seus produtos entre os leitores.[5]
- Campanhas de advocacia por uma causa: a organização quer explicar sua visão sobre um assunto controverso.[5]
- Campanhas pseudojornalísticas: a organização quer simular e existência de interesse da mídia para um assunto ou para si mesma.[5] Seu objetivo pode ser inspirar histórias escritas de forma independente sobre sua área de interesse, ser citado em histórias relacionadas ou influenciar como os jornalistas escreverão sobre um assunto no futuro.[6]

## Publicações
Os publieditoriais diferem dos anúncios tradicionais por serem projetados para se parecerem com os artigos que aparecem na publicação. A maioria das publicações não aceita anúncios que se pareçam exatamente com histórias do jornal ou revista em que estão aparecendo. As diferenças podem ser sutis, e isenções de responsabilidade - como a palavra "anúncio" ou "informe publicitário" - podem ou não aparecer. Às vezes, são usados termos que descrevem o anúncio, como "recurso promocional especial" ou "seção especial de publicidade". O tom dos publieditoriais costuma ser mais próximo de um press release do que de uma notícia objetiva.
Os publieditoriais também podem ser impressos e apresentados como uma seção inteira do jornal, inseridos da mesma forma dentro de um jornal como folhetos de loja, seções de quadrinhos e outros conteúdos não editoriais. Essas seções geralmente são impressas em um tipo menor de formato de jornal e papel de jornal diferente do papel real, juntamente com diferentes fontes e layouts de coluna. Muitos jornais e revistas atribuem redatores ou freelancers para escrever anúncios publicitários, geralmente sem um crédito de assinatura. Uma grande diferença entre o editorial regular e o publieditorial é que os clientes geralmente têm a aprovação do conteúdo dos publieditoriais, um luxo que geralmente não é fornecido com o editorial regular.
Uma prática parecida, embora não seja a mesma coisa, é a criação de material que se parece com a mídia tradicional (por exemplo, um jornal ou revista), mas na verdade é criado por uma empresa para comercializar seus produtos. Um exemplo familiar são as revistas de bordo de companhias aéreas, que podem apresentar reportagens sobre destinos de viagem para os quais a companhia aérea voa.

## Televisão
Os publieditoriais na televisão são mais longos do que o típico anúncios de televisão. Eles geralmente são reproduzidos em canais a cabo e satélite, que são menos caros do que a televisão aberta. Eles podem incluir um enredo para aumentar o valor do entretenimento para os espectadores e, assim, manter sua atenção por mais tempo.

## Práticas de publieditoriais no mundo

### Brasil
É comum que publieditoriais impressos sejam marcados com a frase "informe publicitário", mas não existe lei específica que obrigue a declaração de conteúdo pago em um publieditorial. Por este motivo, veículos que publicam este tipo de peça sem o aviso costumam ter sua credibilidade questionada.

### Estados Unidos
Nos jornais dos Estados Unidos, a ExxonMobil comprou um anúncio posicionado ao lado da página de opinião do The New York Times toda quinta-feira entre 1972 e 2001.

### Índia
Na Índia, o nexo entre empresas de televisão a cabo, jornais populares e partidos políticos veio à tona em um documentário de 2011 feito por Prasar Bharati, que revelou que a propriedade de sete das dez maiores empresas de mídia da Índia estava ligada a algum partido político. Isso deu mais credibilidade a relatórios sobre notícias pagas que apareceram em 2015-18 em jornais e canais indianos selecionados conectando os vínculos obscuros entre os dois maiores partidos políticos BJP e o Congresso, dinheiro irregular e pagamentos feitos a canais de mídia para pintá-los de uma forma melhor luz. Em 2018, uma operação policial apelidada de "Cobrabost 136" pela Cobrapost, uma agência indiana de jornalismo investigativo, mostrou vídeos de reuniões realizadas com as 15 maiores empresas de mídia, que concordaram em publicar/transmitir informações enganosas de motivação comunitária e política como uma campanha em troca de pagamentos, encaminhados através de empresas de publicidade e relações públicas.

## Questões legais
No Brasil, o Código de Ética e Disciplina da Ordem dos Advogados do Brasil proíbe que escritórios de advocacia façam publicidade, o que leva escritórios de advocacias a tentar realizar publicidade via publieditoriais. O tribunal de ética da instituição entende tais peças como sendo propaganda comum e veda seu uso.
No Reino Unido, a Advertising Standards Authority exige que os anúncios publicitários sejam claramente marcados como tal. Em um caso judicializado, o jornal escocês The Herald publicou um artigo intitulado "Professional Brief" que havia sido apresentado pela empresa de contabilidade Duncan Chartered Accountants, com sede em Glasgow. Segundo uma denúncia, a peça não indicava claramente que se tratava de um anúncio pago. O jornal argumentou que, por se tratar de uma "coluna patrocinada" e ter sido indicado que as opiniões expressas eram do autor, não precisava se referir a ela como um anúncio. A ASA respondeu que, como o pagamento era dado em troca da publicação das colunas e porque o conteúdo era fornecido pelos marqueteiros e não pelo jornal, considerava as colunas anúncios e exigia que indicassem tanto.
Para revistas por assinatura nos Estados Unidos, o Serviço Postal estadunidense tem regras sobre como diferenciar editoriais e publicidade. O Manual de Correio Doméstico afirma que, sob 18 USC 1734, "se um montante substancial for pago, aceito ou prometido pela publicação de qualquer editorial ou outro material de leitura em uma publicação de periódicos, esse assunto deve ser claramente marcado como 'anúncio' pelo editor. Quando um único item de editorial pago ou outro material de leitura ocupa mais de uma página, ele só precisa ser marcado como 'anúncio' na primeira página. A palavra "anúncio" pode ser incluída em uma declaração que explique por que o material está marcado como 'anúncio'. Essa declaração deve ser destacada na primeira página do material e a palavra 'anúncio' na declaração deve ser impressa em negrito ou itálico ou enfatizada de outra forma para que possa ser claramente vista. Editores ou editoras que imprimem tal material sem claramente marcá-lo como 'anúncio' estão sujeitos a uma multa de não mais de US$ 500."